# Кирк, Филлис
Фи́ллис Кирк (англ. Phyllis Kirk; 18 сентября 1927, Сиракьюс, Нью-Йорк — 19 октября 2006, Вудленд-Хиллз, Калифорния) — американская актриса кино и телевидения.

## Биография
Филлис Киркгаард (настоящее имя актрисы — датчанки по происхождению) родилась 18 сентября 1927 года в городе Сиракьюс (штат Нью-Йорк, США), выросла в городе Элизабет (штат Нью-Джерси). Некоторые источники заявляют местом рождения актрисы город Плейнфилд в штате Нью-Джерси. В детстве заболела полиомиелитом, из-за чего имела проблемы со здоровьем на протяжении всей жизни, в частности, испытывала некоторые трудности при ходьбе.
Окончив старшую школу, уехала в Нью-Йорк, где начала обучение актёрскому мастерству, зарабатывая на жизнь официанткой, продавщицей парфюмерии и моделью. Сменила фамилию с Киркгаард на Кирк для лучшего восприятия зрителем.
С 9 февраля по 7 марта 1949 года исполняла роль Полетты в бродвейской постановке «Меня зовут Аквилон». С 1950 года начала сниматься в кино, с 1952 года — в телесериалах. Её кинокарьера продолжалась до 1960 года: за десятилетие она снялась в 48 кино- и телефильмах и телесериалах. В 1969 и 1970 годах Кирк разово появилась в двух эпизодах двух сериалов. В 1959 году номинировалась на «Эмми» в категории «Лучшая женская роль в драматическом телесериале» за роль в сериале «Тонкий человек», но не выиграла награды.
С конца 1950-х годов стала активисткой различных общественных организаций, в частности, открыто высказывалась против смертной казни для Кэрила Чессмена и несколько раз навещала его в тюрьме вплоть до самой казни 2 мая 1960 года. После «беспорядков в Уоттсе» (август 1965 года) Кирк начала финансировать дошкольные программы для малообеспеченных семей Южного Лос-Анджелеса. Регулярно давала интервью и писала для газеты Американского союза защиты гражданских свобод, стала специалистом по связям с общественностью. До 1992 года работала публицистом на CBS News. Была активным демократом: состояла в Демократической партии от штатов Нью-Йорк и Калифорния.
Филлис Кирк скончалась 19 октября 2006 года в районе Вудленд-Хиллз (город Лос-Анджелес, штат Калифорния) от аневризмы сосудов головного мозга. Похоронена на Арлингтонском национальном кладбище.
Личная жизнь
Приблизительно в начале 1967 года Филлис Кирк вышла замуж за малоизвестного телепродюсера по имени Уоррен Буш. Брак продолжался до самой смерти мужа 16 апреля 1991 года, детей у пары не было, но она стала мачехой двум дочерям Буша от предыдущего брака.

## Избранная фильмография

### Широкий экран
- 1950 — Очень личное[англ.] / Our Very Own — Зейза
- 1950 — Её собственная жизнь[англ.] / A Life of Her Own — Джерри
- 1950 — Две недели с любовью[англ.] / Two Weeks with Love — Валери Стреземан[10]
- 1950 — Миссис О’Мэлли и мистер Мелоун[англ.] / Mrs. O'Malley and Mr. Malone — Кэй
- 1951 — Три парня по имени Майк[англ.] / Three Guys Named Mike — Кэти Хантер
- 1952 — Она учится в колледже[англ.] / She's Working Her Way Through College — студентка колледжа (в титрах не указана)
- 1952 — Железная госпожа[англ.] / The Iron Mistress — Урсула де Вараменди[11]
- 1953 — Дом восковых фигур / House of Wax — Сью Аллен
- 1954 — Волна преступности / Crime Wave — Эллен Лейси
- 1956 — Из вечности / Back from Eternity — Луиза Мелхорн
- 1957 — Растяпа[англ.] / The Sad Sack — майор Шелтон

### Телевидение
- 1952 — Телевизионный театр Philco[англ.] / The Philco Television Playhouse — Долли (в эпизоде Rich Boy)
- 1952 — Сказки завтрашнего дня / Tales of Tomorrow — Ирен Чаппелл (в эпизоде Age of Peril)
- 1952, 1954—1956 — Студия 1[англ.] / Studio One — разные роли (в 4 эпизодах)
- 1953 — Час United States Steel[англ.] / The United States Steel Hour — Бетти Лу (в эпизоде P.O.W.)
- 1953—1954 — Видео-театр «Люкс»[англ.] / Lux Video Theatre — разные роли (в 2 эпизодах)
- 1955 — Шоу Лоретты Янг[англ.] / The Loretta Young Show — Джесс Блэкстон (в эпизоде Tropical Secretary)
- 1955—1956 — Кульминация![англ.] / Climax! — разные роли (в 3 эпизодах)
- 1956 — Театр звёзд Шлица[англ.] / Schlitz Playhouse of Stars — Барбара Хантер (в эпизоде The Waiting House)
- 1956 — Театр 90[англ.] / Playhouse 90 — Нэнси Теннант (в эпизоде Made in Heaven)
- 1956—1957 — Театр Форда[англ.] / Ford Theatre — разные роли (в 4 эпизодах)
- 1957—1959 — Тонкий человек[англ.] / The Thin Man — Нора Чарльз[англ.] (в 72 эпизодах)
- 1960 — Сумеречная зона / The Twilight Zone — Виктория Уэст (в эпизоде A World of His Own[англ.])[12]
- 1969 — Название игры[англ.] / The Name of the Game — Эдит (в эпизоде Give Till It Hurts)
- 1970 — ФБР / The F.B.I. — Нора Тобин (в эпизоде The Impersonator)

### В роли самой себя
Гостевое участие, участница телеигр
- 1954 — Ваше представление представлений[англ.] / Your Show of Shows — в выпуске Guest Host: Phyllis Kirk
- 1955 — Викторина «Пантомима»[англ.] / Pantomime Quiz — в 3 выпусках
- 1959—1960 — Вечеринка Артура Мюррея[англ.] / The Arthur Murray Party — в 2 выпусках
- 1966 — Вы не сказали![англ.] / You Don't Say! — в выпуске Phyllis Kirk and Jack Carter
- 1967 — Шоу Майка Дугласа[англ.] / The Mike Douglas Show — в выпуске #7.76
- 1972 — Шоу Дика Кэвитта[англ.] / The Dick Cavett Show — в выпуске Don Rickles / Beverly Sills / Phyllis Kirk / Earl Wilson

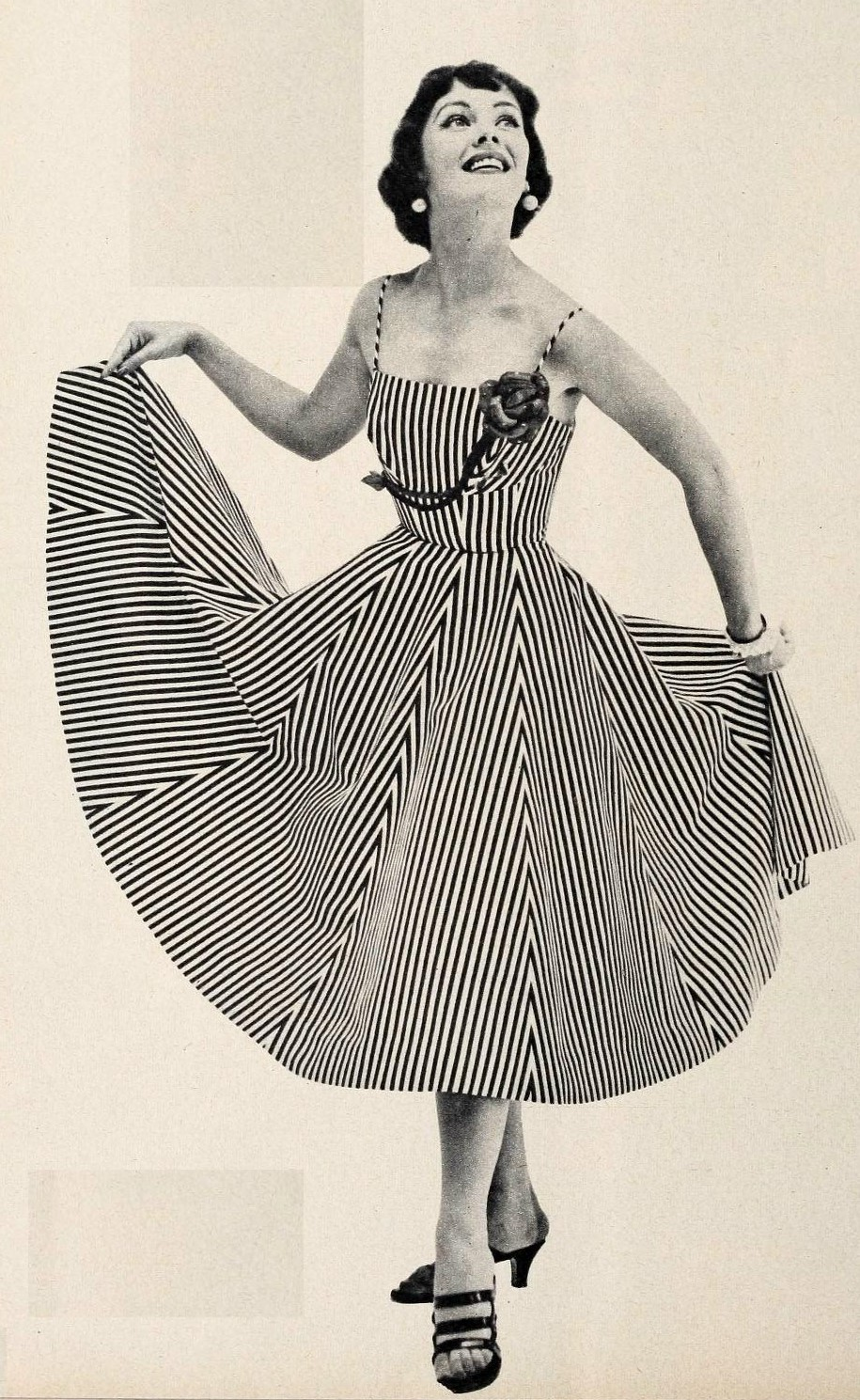
В журнале Photoplay за декабрь 1954 года
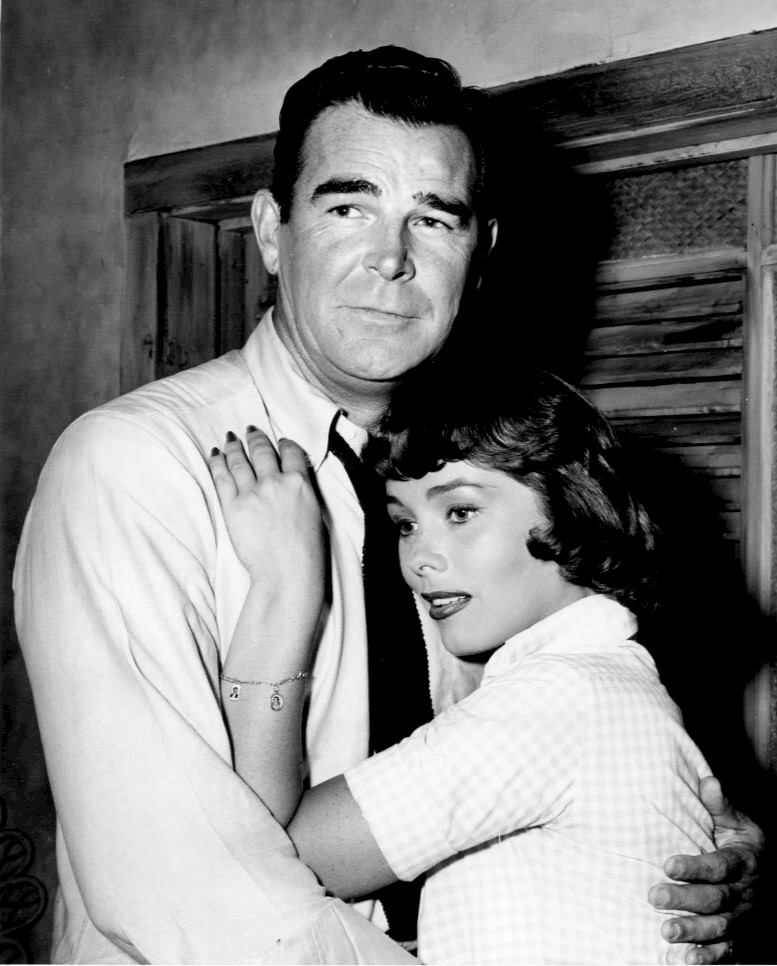
С Родом Камероном в сериале «Летний голливудский театр» (англ., 1956)
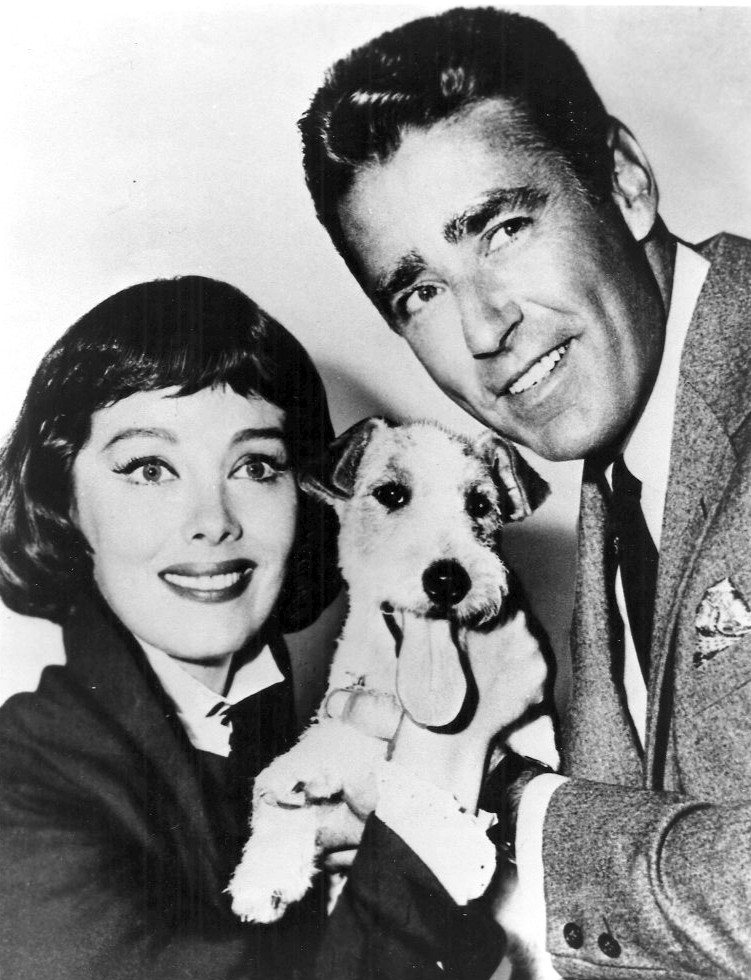
С Питером Лоуфордом в сериале «Тонкий человек[англ.]» (1957)